# Bilobatus luridipennis
Bilobatus luridipennis is een keversoort uit de familie bladsprietkevers (Scarabaeidae). De wetenschappelijke naam van de soort werd in 1878 gepubliceerd door Charles Owen Waterhouse. Homotropus luridipennis is de typesoort van het geslacht Homotropus Waterhouse, 1878.